# Pena capital en Nauru
La pena capital en Nauru fue aplicada antes de su independencia en 1968. Previo a su abolición realizada el 12 de mayo de 2016, con la aprobación del Código Penal de 2016, Amnistía Internacional clasificó a Nauru como abolicionista en práctica.

## Acuerdos internacionales
Nauru aun no es parte del Segundo Protocolo Facultativo del Pacto Internacional de Derechos Civiles y Políticos. En diciembre de 2012, Nauru votó a favor de la resolución sobre una moratoria sobre el uso de la pena capital ante la Asamblea General de las Naciones Unidas. Nauru no estuvo presenta en la última votación de la Asamblea General de la ONU sobre una moratoria de la pena capital, en diciembre de 2014.
En mayo de 2016, Nauru aprobó una serie de reformas que abolía por completo la pena capital en su nuevo Código Penal, terminando su aplicación.